# Markgrafneusiedl
Markgrafneusiedl je obec v Rakousku ve spolkové zemi Dolní Rakousy v okrese Gänserndorf.

## Geografie

### Geografická poloha
Markgrafneusiedl se nachází ve spolkové zemi Dolní Rakousy v regionu Weinviertel. Rozloha území obce činí 19,82 km², z nichž 8,1 % je zalesněných.

### Části obce
Území obce Markgrafneusiedl se skládá pouze z jedné části.

### Sousední obce
- na severu: Strasshof an der Nordbahn, Gänserndorf
- na východě: Obersiebenbrunn
- na jihu: Glinzendorf, Großhofen
- na západě: Parbasdorf, Deutsch-Wagram

## Politika

### Obecní zastupitelstvo
Obecní zastupitelstvo se skládá z 15 členů. Od komunálních voleb v roce 2015 zastávají následující strany tyto mandáty:
- 8 SPÖ
- 7 ÖVP

### Starosta
Nynějším starostou obce Markgrafneusiedl je Franz Mathä ze strany SPÖ.